# Campaña de las Indias Orientales Neerlandesas
La Campaña de las Indias Orientales Neerlandesas se desarrolló entre el 16 de diciembre de 1941 y el 21 de abril de 1942, y culminó con la conquista japonesa de lo que eran las Indias Orientales Neerlandesas y los protectorados británicos en Borneo. Luego de que los japoneses garantizaran el dominio de los cielos al atacar a las bases aéreas aliadas durante el inicio de las campañas de Malasia y de Filipinas, pudieron desembarcar tropas con comodidad en las colonias europeas. La derrota aliada en la batalla del mar de Java acabó con los planes occidentales de detener los desembarcos enemigos, y condenó la defensa de las islas.

## Antecedentes
En 1940, las Indias Orientales Neerlandesas se habían ubicado en el cuarto lugar de estados exportadores a Japón. Japón no sólo dependía del petróleo y la goma indonesia, sino que el 90% de la quinina del mundo, necesaria para combatir la malaria, se producía allí. En septiembre, Japón empezó a presionar al gobierno colonial neerlandés para que aumentara la cantidad de exportaciones, y anunció públicamente su deseo de incluir a estas colonias en la Esfera de coprosperidad del este de Asia. La seguridad de esta colonia neerlandesa dependía exclusivamente de sus fuerzas regionales y de sus aliados británicos, australianos, estadounidenses, ya que su metrópoli, Países Bajos, había estado ocupada por Alemania desde mayo de 1940. Por esta razón, el gobierno colonial prolongó las negociaciones con Japón, con el objetivo de ganar tiempo.
Poco después, Japón inició la ocupación de la Indochina, colonia francesa, aunque se limitó a ocupar Tonkín, al norte de la actual Vietnam. Al igual que los Países Bajos, Francia se encontraba ocupada por Alemania, y el gobierno colaboracionista francés cedió a la entrada de tropas japonesas. En julio de 1941, Japón logró obtener más concesiones de los gobernantes regionales franceses, y las tropas niponas entraron a Saigón, al sur de la región. Los Estados Unidos, el Imperio británico y el gobierno colonial neerlandés respondieron imponiendo un embargo a Japón, y congelando todos los fondos nipones. De esta manera, Japón perdió sus cuatro principales exportadores, y como la nación asiática recibía el 80% de su petróleo de Estados Unidos, las Indias Orientales Neerlandesas se convirtieron en objetivo militar japonés.

## Fuerzas

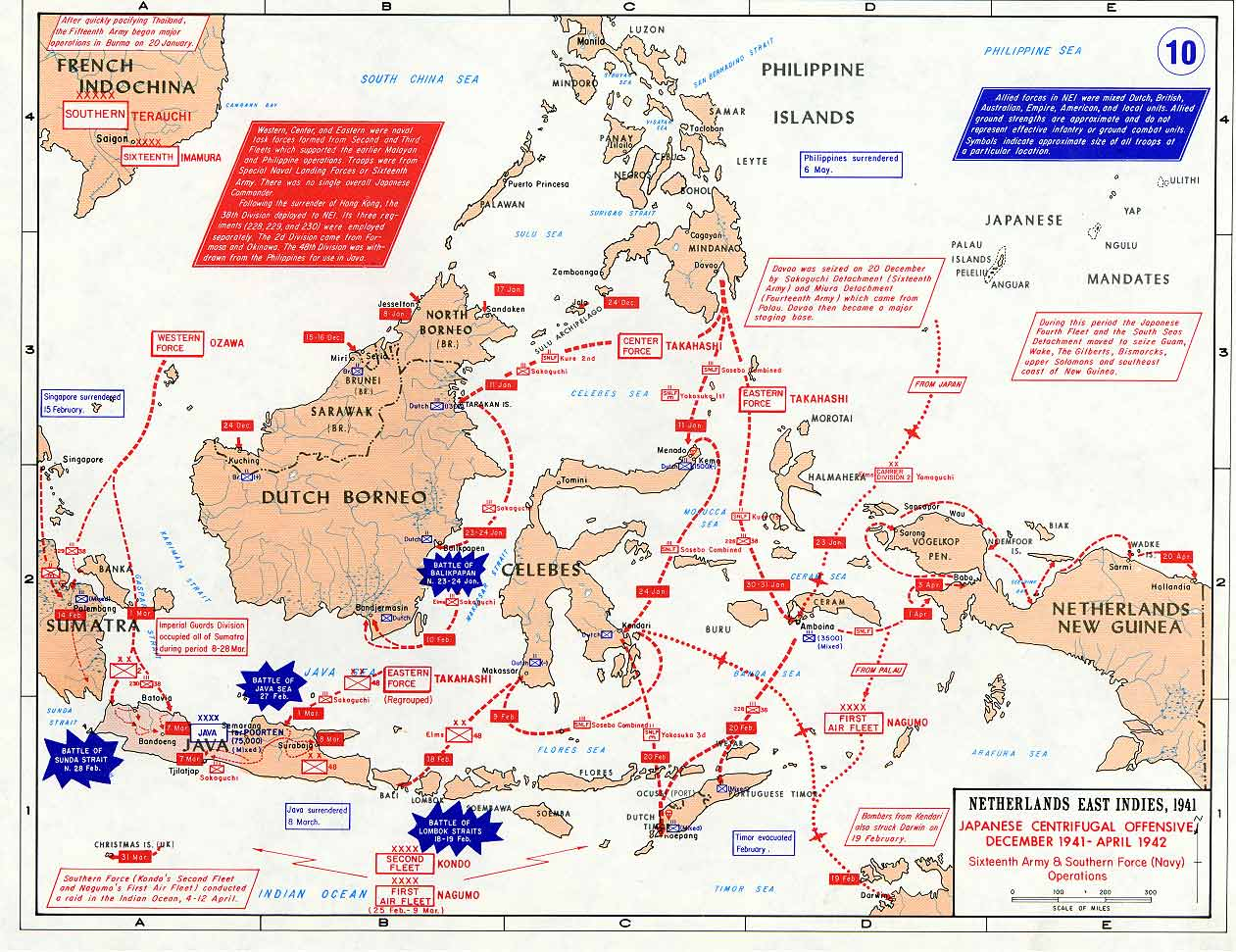
Mapa en inglés que muestra las líneas de avance japonesas en las Indias Orientales Neerlandesas, Sarawak y el Norte de Borneo (británico), y el Timor portugués.

### Japonesas
La campaña contra las Indias Orientales Neerlandesas debía empezar el 11 de enero de 1942, y debía durar un estimado de 150 días. Estas islas formaban parte de la llamada "Zona de Recursos del Sur", y la captura de la industria petrolífera era de vital importancia para Japón.
Aunque el 16.º Ejército, al mando del General Hitoshi Imamura, llevaría el peso de la campaña, unidades del 25.º Ejército, al mando del General Tomoyuki Yamashita, asaltarían Sumatra desde Malasia y Hong Kong. La invasión de Borneo y Célebes también sería ejecutada por el  25.º Ejército, pero unidades desprendidas del 14.º Ejército y reasignadas al 16.º, también apoyarían una vez que estuviera asegurado el desenlace exitoso de la campaña de Filipinas.
La 2.ª Flota, al mando del Almirante Nobutake Kondō, ejecutaría las operaciones navales de la campaña. Varias Fuerzas Navales Especiales Japonesas japonesas (FEDN) participaron con misiones específicas en la campaña, especialmente en la captura de aeródromos, refinerías y pozos petrolíferos.

### Aliadas
El Ejército de las Indias Orientales Neerlandés se encontraba al mando del Tte. Gral. neerlandés Hein ter Poorten y estaba conformado por 35 mil soldados, de los cuales el 80% eran nativos. Aunque era una fuerza numérica considerable, había sido entrenada especialmente para realizar tareas de seguridad interna, pero no para combatir al Ejército Imperial Japonés. También contaban con un número mayor de reservistas y guardias nacionales, cuyo entrenamiento era muy inferior a la de los soldados del Ejército. Un batallón de Marines Reales neerlandeses también se encontraba bajo el mando del Ejército. La mayor parte de las tropas se encontraban en Java, aunque existían cantidades importantes en Borneo y Sumatra.
La fuerza aérea neerlandesa local contaba con 140 cazas y bombarderos de origen estadounidense obsoletos, y 80 aviones de otro tipo. El Mayor General Ludolph Hendrik van Oyen estaba al mando de esta fuerza, y sus Cuarteles Generales estaban localizados en Java.
La Armada neerlandesa estaba al mando del Vicealmirante Conrad Helfrich, y sus principales navíos eran cuatro cruceros ligeros y siete destructores. La principal base naval neerlandesa en las Indias Orientales Neerlandesas se encontraba en Surabaya. La derrota estadounidense en la campaña de Filipinas motivaría el escape de su Flota Asiática hacia al sur, y esta contribuiría en la defensa de las islas indonesias. Esta ayuda, sin embargo, fue insuficiente ya que, en total, los aliados contaban con 94 navíos para hacer frente a los 230 barcos japoneses que participaron en la campaña.
Los defensores neerlandeses sabían que en caso de que la invasión japonesa no pudiera ser prevenida, no sólo deberían hacer frente a las fuerzas imperiales, sino que probablemente experimentarían ataques de la población indonesia, que era muy hostil a la ocupación europea.

## Desembarcos

### Borneo

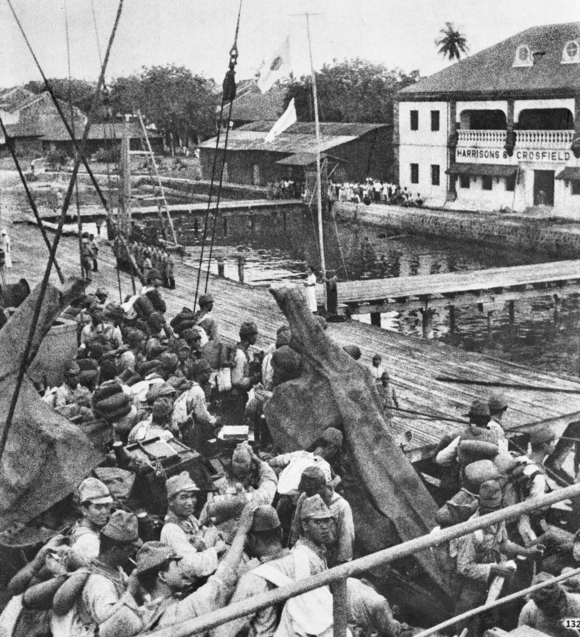
Soldados japoneses desembarcando en Borneo.

Borneo, la tercera isla más grande del mundo fue la primera en ser atacada por los japoneses. El norte de la isla estaba controlado por el Reino Unido, que la había dividido en cuatro protectorados, mientras que el centro y sur de Borneo eran parte de las Indias Orientales Neerlandesas. El petróleo y la goma eran el principal producto de exportación de esta isla, y ambos eran codiciados por Japón. Además, la ubicación central de la isla en los mares del sur hacia necesaria su ocupación para garantizar el control de las rutas de navegación desde Malasia y Java hacia Japón.
A pesar de su importancia, la defensa neerlandesa en la isla era mínima, y la guarnición británica en el norte estaba compuesta por un batallón hindú y varios grupos de voluntarios y policías.
Para la conquista del Borneo británico se designó a un destacamento del tamaño de una brigada, al mando del mayor general Kiyotake Kawaguchi. En la noche del 15 y 16 de diciembre, el destacamento Kawaguchi y una FEDN desembarcaron en el Borneo británico. Los atacantes habían zarpado el 12 de diciembre de Indochina, y aunque desembarcaron sin encontrar resistencia, descubrieron que las instalaciones petrolíferas habían sido destruidas por los británicos. Aunque los británicos y neerlandeses realizaron ataques aéreos contra los convoyes japoneses, las tropas asiáticas lograron reembarcar y realizar otros desembarcos al norte y al sur del Borneo británico unos días antes de Navidad. Las tropas británicos sobrevivientes lograron escapar al Borneo neerlandés desde el sur, y se integraron a las fuerzas neerlandesas. El 9 de enero, los británicos suspendieron sus ataques aéreos sobre la isla, los aviones neerlandeses habían abandonado la isla poco después del ataque inicial japonés.
La captura del Borneo neerlandés fue asignada al destacamento Sakaguchi, proveniente de Dávao, en Filipinas. Al igual que en el asalto al Borneo británico, las fuerzas de Sakaguchi contaban con el apoyo de una FEDN. El 11 de enero de 1942, las 5.500 tropas japoneses de Sakaguchi llegaron al Borneo neerlandés, desembarcaron en la isla de Tarakan, y con la ayuada de la FEDN lograron capturar los campos petrolíferos y la base aérea local. Las 1.300 tropas coloniales que defendían la isla se rindieron al día siguiente, pero unos 250 prisioneros de guerra fueron ahogados.
Las tropas japonesas siguieron moviéndose hacia el sur de Borneo. El 23 de enero, los japoneses desembarcaron en Balikpapan, pero encontraron las instalaciones petroleras en llamas, destruidas por la guarnición local de 1.100 soldados, que se rindieron sin ofrecer casi resistencia. Unos 80 soldados y civiles fueron asesinados como represalia por la práctica de la tierra quemada. Mientras tanto, la Fuerza Aérea japonesa descubrió una base aérea secreta, Samarinda II, que fue evacuada casi de inmediato por los aviones aliados. Los soldados que defendían la base la abandonaron poco después, después de esperar en vano la llegada de la ayuda aérea estadounidense prometida. Aunque intentaron dispersarse para practicar una guerra de guerrillas, la población nativa los rastreó y acabó con la mayoría de ellos. El 13 de febrero llegaron a Banjarmasin, en el extremo sur de Borneo, cuyas instalaciones no fueron destruidas gracias a la deserción de las tropas neerlandesas nativas. Junto con las tropas llegaron equipos especiales de ingenieros, quienes empezaron a reparar las instalaciones petrolíferas saboteadas por el enemigo.

### Respuesta aliada

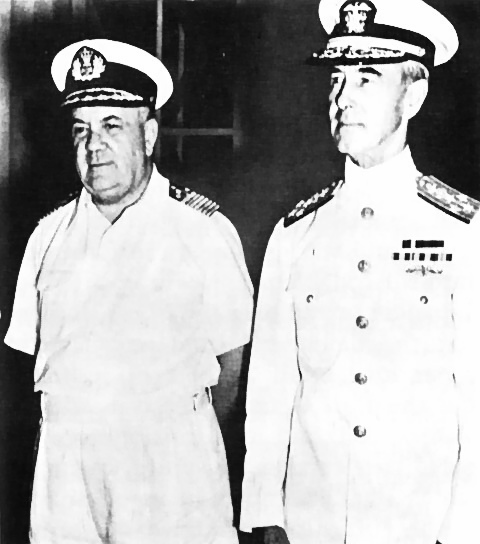
El Vicealmirante neerlandés Helfrich (izq.) y el Almirante estadounidense Hart (der.)

El 1 de enero de 1942, fue establecido el Comando estadounidense-británico-neerlandés-australiano (ABDACOM por sus siglas en inglés), que intentaba proteger la llamada "barrera malaya", integrada por Singapur, Sumatra, Java, Timor y las islas en el extremo este de las Indias Orientales Neerlandesas. En la Conferencia Arcadia se decidió colocar al General británico Archibald Wavell al mando de este inmenso teatro de operaciones. El almirante estadounidense Thomas Hart fue colocado al mando de la Armada y el teniente general neerlandés Hein ter Poorten recibió el mando del Ejército. Los Jefes de Estado Mayor británicos estaba insatisfechos por la designación de Wavell, consideraban que las batallas en Birmania, Malasia, Filipinas y las Indias Orientales Neerlandesas estaban perdidas y que los estadounidenses culparían a un general británico por las derrotas. El general Wavell pensó algo similar cuando se le informó de su nombramiento, ya que declaró:

He escuchado de hombres obligados a cargar el bebé (pagar las consecuencias), pero en este caso son gemelos.
Archibald Wavell

El primer ministro británico, sir Winston Churchill, se sintió indignado por la posición de sus generales, que calificó como grosera hacia el ofrecimiento del Presidente estadounidense Franklin D. Roosevelt. A pesar del entusiasmo de Churchill, el ABDACOM tenía serias debilidades. Los Cuarteles Generales de Wavell fueron establecidos en Java, y carecía de un buen sistema de comunicación, así como reservas.
El comandante de la flota neerlandesa, Vicealmirante Conrad Helfrich, insistió ante Wavell en realizar un ataque naval de superficie contra los convoyes japoneses, alegando que la batalla podía ser ganada en el mar. El almirante Hart estaba convencido de que la defensa de las Indias Orientales Neerlandesas era una causa perdida, pero de todas maneras autorizó a cuatro destructores estadounidenses a atacar a los transportes japoneses durante el desembarco en Balikpapan, Borneo neerlandés. El 24 de enero, los destructores estadounidenses realizaron el ataque, y aunque llegaron muy tarde para cambiar el curso de la batalla en tierra, lograron hundir tres transportes enemigos y dieron base al argumento de Helfrich.

### Célebes
El 11 de enero, los japoneses realizaron un ataque anfibio y aerotransportado con 3.500 soldados en la isla Célebes, específicamente en Manado. Unos 3100 neerlandeses protegían la isla, pero se encontraban desplegados en Manado (1.500) y en el sur, en Kendari (400) y Makassar (1.200). La FEDN Combinada Sasebo realizó un desembarco en Kema, al sur de Manado, y simultáneamente la 1.ª  FEDN Yokosuka fue aerotransportada sobre Manado. Los defensores neerlandeses fueron rápidamente sobrepasados, y la península fue asegurada por Japón rápidamente.
El 24 de enero, los japoneses reembarcaron desde Manado y se dirigieron a Kendari, que se rindió casi sin resistencia. Con la captura de las pistas de aterrizaje de Manado y Kendari, aviones japoneses pudieron realizar ataques contra Java. Los japoneses decidieron enviar dos portaaviones, dos portahidroaviones y quince destructores a través del estrecho de Makassar, para realizar más ataques contra Java. Una fuerza aliada compuesta por tres cruceros y seis destructores zarpó para interceptarla, pero fue localizada por bombarderos japoneses, que dañaron a dos destructores y obligaron a los aliados a retroceder. Este episodio fue conocido como la batalla del estrecho de Makassar.
El 9 de febrero, 8 mil tropas japoneses desembarcaron en Makassar, donde lucharon contra las últimas unidades coloniales organizadas. Los neerlandeses ya habían previsto su derrota y habían preparado una base al norte de la ciudad, donde esperaban organizar una guerra de guerrillas. Llegaron a reclutar 400 tropas nativas adicionales, pero para el final de mes todos los nativos habían desertado, y unos 300 soldados neerlandeses se rindieron.

### Ambon y Timor
En la noche del 30 al 31 de enero, un destacamento japonés, que había sido embarcado desde Hong Kong al finalizar la batalla homónima, desembarcó en la isla Ambon, al sur de Ceram, en donde se encontraba la segunda base naval neerlandesa de importancia en la colonia. Entre el 24 y 25 de enero, la 2.ª División de portaaviones, al mando del Contraalmirante Tamon Yamaguchi, había bombardeado la isla, haciendo uso de los aviones del Hiryū y el Soryu. Desde Ambon, los japoneses habían planeado cubrir el espacio aéreo hasta Timor, que era el próximo objetivo. Una vez allí, Japón lanzaría ataques aéreos contra Australia. Unos 1.170 australianos y 2.800 tropas coloniales neerlandesas les hicieron frente, pero los últimos se rindieron el 1 de febrero. Los australianos continuaron luchando hasta el 3 de febrero, cuando se rindieron después de perder 300 hombres, sin embargo, unos 230 prisioneros de guerra aliados fueron ejecutados poco después.
Conscientes de la importancia de Timor, el 12 de diciembre los australianos enviaron 1.320 soldados hacia la mitad occidental de la isla, controlada por los Países Bajos, para reforzar a los 600 efectivos neerlandeses ya presentes. No contentos con esto, el 17 de diciembre los australianos y neerlandeses enviaron 580 soldados adicionales a la parte oriental de Timor, controlada por Portugal, una nación neutral, que ya contaba con 400 tropas nativas en su suelo. El gobernador de Timor oriental, Ferreira de Carvalho, protestó esta acción, que violaba la neutralidad de su nación. Los neerlandeses se retiraron para apaciguar a Carvalho, pero los australianos permanecieron en sus posiciones. Desde Mozambique, 800 soldados portugueses fueron embarcados hacia Timor, pero cuando se inició la invasión japonesa de la isla, los transportes regresaron a África con las tropas. Además, un convoy con refuerzos estadounidenses para la isla fue atacado por fuerzas japoneses, y tuvo que regresar a Australia.
El 20 de febrero, los japoneses empezaron a desembarcar en Timor occidental, provenientes de Célebes y Ambon. Al mismo tiempo, unos 300 paracaidistas de una FEDN ocuparon diversas pistas de aterrizaje. Ese mismo día, los japoneses desembarcaron cerca de Dili. Estos desembarcos fueron exitosos, y el 24 de febrero, las tropas aliadas que lograron escapar, unas 250, abandonaron la parte neerlandesa de Timor, y se refugiaron en la parte portuguesa. Allí, con la ayuda de la población local y los portugueses, los defensores llevaron a cabo una exitosa guerra de guerrillas, que comprometió a un número cada vez mayor de tropas japonesas, y que no finalizó hasta la llegada de la 48.ª División japonesa.

### Sumatra

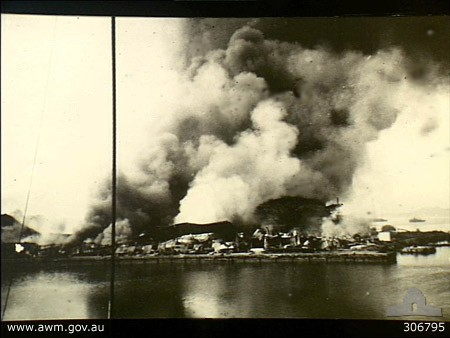
Las instalaciones portuarias de Oosthaven son destruidas por los neerlandeses al abandonarlas.

A diferencia de los otros objetivos de la campaña, Sumatra no debía ser tomada por el 16.º Ejército japonés, sino por el 25.º Ejército, que también estaba comprometido con la campaña de Malasia. Por esta razón, el ataque contra Sumatra no se inició hasta que este ejército alcanzó posiciones muy al sur de Malasia. Sumatra contaba con segunda mayor concentración de tropas neerlandesas, después de Java, unos 4.500 soldados en total, al mando del Mayor General Roelof Theodorus Overakker. Sin embargo, conforme el destino británico en Malasia quedó cada vez más comprometido, empezaron a llegar tropas y aviones australianos y británicos desde Singapur, dispuestos a defender las bases aéreas neerlandesas, necesarias al haber perdido prematuramente las de Malasia.
El 14 de febrero, 260 paracaidistas japoneses aterrizaron en Palembang, y se apoderaron del aeródromo. Con la llegada de otros 200 paracaidistas, los japoneses se hicieron con el control de las dos refinerías cercanas. La llegada de un batallón de infantería de la 38.ª División desde Hong Kong catalizó la caída de la ciudad, el 15. Acompañados por mil civiles, unas 5.100 tropas británicas y neerlandesas abandonaron Sumatra dos días después, embarcándose hacia Java desde Oosthaven.
El 23 de febrero, los nativos de Sumatra iniciaron un levantamiento contra las tropas coloniales europeas al norte, mientras que los combates de importancia en el sur de la isla finalizaron el 24. Las tropas neerlandesas que no fueron evacuadas escaparon hacia el noroeste de Sumatra, pero los nativos empezaron a desertar masivamente. El 12 de marzo, la División de Guardias desembarcó en el noreste de la isla, y establecieron contacto con unidades de la 38.ª División. El 17 de marzo, los japoneses entraron a Fort de Koch, y liberaron a un político independentista, Achmed Sukarno, quien se convertiría en el primer presidente de Indonesia en 1949.
El 28 de marzo, el mayor general Overakker se rindió junto con dos mil de sus tropas.

### Batalla por Java

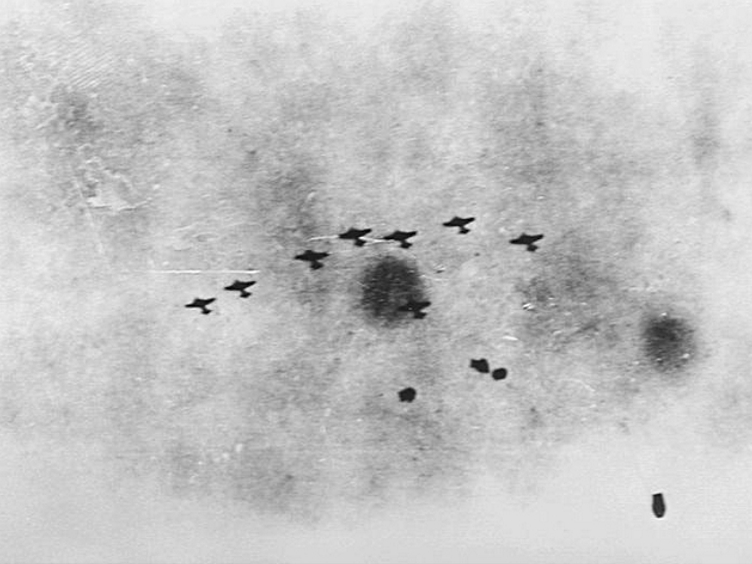
Bombarderos japoneses atacan el crucero australiano HMAS Hobart.

Poco a poco, los japoneses fueron aislando a la principal guarnición occidental en las Indias Orientales Neerlandesas, ubicada en Java. El 19 de febrero, 2 mil japoneses desembarcaron en Bali, al este de Java, sin encontrar resistencia de los 600 soldados nativos, que estaban desertando. Al día siguiente Japón ya controlaba la isla. Entre el 19 y el 20, una fuerza naval aliada atacó a las fuerzas de desembarco al sureste de Bali. Sin embargo, la batalla del Estrecho Badung terminó con la victoria japonesa, luego de que los aliados se retiraran al perder un destructor y reportar daños en su único crucero.
Todo apuntaba a que la invasión de Java ocurriría en cualquier momento, y la superioridad aérea japonesa en la zona era aplastante. Estados Unidos había hecho llegar 111 aviones luego de los desastres de Malasia y Filipinas, pero para el 22 de febrero solamente 23 bombarderos y unos pocos cazas se encontraban operativos. Ese día, el General Wavell informó al primer ministro británico, sir Winston Churchill, que la defensa de Java estaba perdida, y el 25 abandonó Java, disolviendo el ABDACOM. El General Poorten asumió el mando de las tropas aliadas que permanecían en la isla. El Almirante Hart ya había entregado el mando de la fuerza naval al Vicealmirante Helfrich el 12 de febrero, y aunque este último ya no estaba convencido de poder derrotar a las fuerzas navales japonesas, por lo menos consideró posible causar un serio daño a las mismas.
El 26 de febrero, Helfrich recibió finalmente la oportunidad de intentar detener a los japoneses en el mar. Dos aviones aliados reportaron la presencia de un convoy japonés de 40 transportes a menos de 350 km de Java oriental. Los transportes eran escoltados por un crucero ligero y siete destructores, pero dos cruceros pesados, un crucero ligero y otros siete destructores se encontraban cerca para asistir en caso de problemas. Helfrich ordenó al Contraalmirante neerlandés Karel Doorman hacer frente a esta amenaza, haciendo uso de quince barcos de guerra fondeados en Surabaya. El 27 de febrero, la flota aliada encontró a la japonesa, comandada por el Vicealmirante Takeo Takagi. La subsecuente batalla del mar de Java fue un desastre para los aliados, que perdieron cinco de sus catorce naves, en una de las cuales se encontraba el Contraalmirante Doorman. En los días siguientes, otras naves aliadas serían hundidas, y el 29 de febrero, Helfrich abandonó Java en un avión, luego de haber ordenado al resto de la flota escapar hacia Australia. De la Flota Asiática estadounidense, solamente cuatro destructores escaparon a Australia, y el 2 de marzo las tripulaciones hundieron los navíos aliados que aún permanecían en Java.
Sin apoyo aéreo y marítimo relevante, la defensa aliada recayó completamente en las tropas terrestres. Los defensores contaban con 9 mil soldados y 17 mil voluntarios neerlandeses, así como 126 mil nativos. En total, el General Poorten contaba con tres divisiones, pero solamente una división contaba con el armamento y el entrenamiento para ser considerada una brigada.
Estas tropas no sólo tenían que luchar contra el convoy escoltado por Takagi, ya que otro convoy japonés se aproximó a Java desde el noroeste, este último más poderoso que el primero. Contaba con 56 transportes, y era escoltado por un portaaviones, el Ryūjō, cuatro cruceros pesados, tres cruceros ligeros y varios destructores. Aún antes que la lucha marítima fuera decidida, el Ejército japonés empezó a desembarcar en Java. El 28 de febrero la 2.ª División japonesa tocó tierra en el noroeste de la isla. Mientras intentaban escapar de Java, dos cruceros aliados se encontraron con la fuerza naval occidental en el estrecho de la Sonda, y fueron hundidos. Durante la batalla del estrecho de la Sonda, los japoneses torpedearon por error varios transportes suyos. El Comandante del 16.º Ejército, Gral. Hitoshi Imamura, se encontraba en el único transporte hundido, pero logró nadar hasta la costa.
Simúltaneamente, una fuerza nipona desembarcó al este de Batavia, tomando Lembang el 7 de marzo. El Destacamento Sakaguchi desembarcó cerca de Surabaya y con la llegada de la 48.ª División, lograron capturar las instalaciones portuarias el 8 de marzo. En el oeste, un contraataque aliado logró retrasar a la 2.ª División japonesa lo suficiente para que los neerlandeses evacuaran Batavia.
La moral de los defensores decayó rápidamente: la ausencia de aviones y barcos implicaba que una evacuación era imposible, y las tropas nativas empezaron a desertar. El 8 de marzo, el general Poorten rindió las tropas a su mando, unas 66.250, después de descartar continuar la lucha con una guerra de guerrillas, ya que concluyó que los nativos eran muy hostiles a los europeos, y no los apoyarían. El oeste de Java se rindió al día siguiente, y el 12, el Comandante de las tropas británicas, Mayor General Hervey Sitwell, se rindió junto con 5.600 compatriotas, 2.800 australianos y 912 estadounidenses.
Con la caída de Java los japoneses declararon que la campaña de las Indias Orientales Neerlandesas había finalizado, tres meses antes de lo estimado.
La Nueva Guinea Neerlandesa no fue atacada por Japón hasta abril, cuando realizaron pequeños desembarcos desde Ambon, con el objetivo de preparar bases aéreas que apoyasen en la Campaña de Nueva Guinea. Su capital, Hollandia, fue ocupada el 20 de abril y la guarnición que la protegía se rindió al día siguiente.

## Consecuencias
La caída de las Indias Orientales Neerlandeses no sólo proporcionó petróleo y otras materias primas de gran importancia para Japón, sino que las islas fueron una fuente de mano de obra. Unas 70 millones de personas vivían en las islas con una infraestructura pobre. De estos, unos 4 millones de hombres y mujeres tuvieron que realizar trabajos forzados y fueron conocidos como romusha. Muchas mujeres también fueron empleadas como "mujeres de confort" en bases militares. Unos 270 mil nativos fueron enviados a trabajar hacia otras regiones ocupadas, especialmente Birmania, pero solo 52 mil regresaron.
Sin embargo, los indonesios inicialmente experimentaron más libertades políticas durante la ocupación japonesa. Aunque los principales cargos permanecieron en manos oficiales nipones, la población nativa pudo acceder a otros que les habían sido vetados durante la administración europea. En abril de 1942, varios políticos indonesios reconocieron públicamente a Japón como el "protector de Asia", y las islas incluso adoptaron el calendario japonés, marcando el año 1942 como 2602. El principal líder nacionalista indonesio, Achmad Sukarno, logró convencer a los japoneses que permitiesen la fundación de una organización conocida como Pusat Tenaga Rakyat, o Putera, en marzo de 1943. Putera logró reclutar 25.000 indonesios, que fueron entrenados para servir como auxiliares al Ejército Japonés. Se creó además una fuerza paramilitar escasamente armada llamada Pembela Tanah Air, o Defensores de la Patria, compuesta por 35 mil nativos. Otras organizaciones paramilitares indonesias fueron fundadas, pero aunque llegaron a contar con un millón y medio de miembros, no recibieron armamento. Aunque estas organizaciones hicieron muy poco para evitar la reconquista europea, sí lograron establecer una estructura política que luego fue utilizada para ganar su independencia. Cuando los japoneses descubrieron que los indonesios no tenían mucho interés en la defensa de la causa japonesa, disolvieron Putera en 1944. En febrero de 1945, Peta se rebeló contra los japoneses, pero fue neutralizada rápidamente. El 17 de agosto, unos días después de la rendición incondicional japonesa, Sukarno proclamó la independencia de Indonesia. Los neerlandeses se rehusaron a reconocerla, dando inicio a la Revolución Nacional Indonesia, que terminó en 1949, cuando el Reino de los Países Bajos finalmente accedió.
En cuanto a los prisioneros de guerra, los 60.000 soldados nativos fueron liberados a inicios del año siguiente. Los prisioneros de guerra europeos no tuvieron la misma suerte. Junto con 42.233 prisioneros de guerra neerlandeses fueron  internados 126.250 civiles de la misma nacionalidad. Se estima que unos 26 mil del total murieron durante su cautiverio debido a la negligencia de sus captores o a asesinatos. Cuando la reconquista aliada de las Indias Orientales Neerlandesas parecía inminente, muchos prisioneros británicos, australiano y estadounidenses fueron enviados a China, Japón y el sudeste de Asia, en un intento de prevenir su liberación.
El gobierno neerlandés de las Indias Orientales Neerlandesas estableció un gobierno en el exilio el 19 de septiembre de 1942, en Ceilán, bajo el mando del Dr. Hubertus van Mook. Su antecesor, el General Alidius Warmoldus Lambertus Tjarda van Starkenborgh Stachouwer había sido capturado en Bandung por los japoneses.
Finalmente, la campaña de Nueva Guinea volvería a colocar la parte neerlandesa en manos Aliadas. A excepción de Borneo, las principales islas de las Indias Orientales Neerlandesas no intentarían ser ocupadas de nuevo por los Aliados hasta la rendición de Japón.